# 阿尔温德·凯杰里瓦尔
阿尔温德·凯杰里瓦尔（1968年8月16日—）印度政治家、活动家、官员，2015年起任德里首席部长，普通人党召集人。2006年，获拉蒙·麦格塞塞奖。2024年，凯杰里瓦尔因涉嫌假酒案被逮捕。